# Gouvernement Hédi Baccouche II
Pour les articles homonymes, voir Gouvernement Hédi Baccouche.
République tunisienne
Baccouche I Baccouche III
Le second gouvernement Hédi Baccouche est le neuvième gouvernement tunisien formé après l'indépendance et le septième formé après la restauration du poste de Premier ministre. Son chef, Hédi Baccouche, est reconduit comme Premier ministre.

## Composition
Le 27 juillet 1988, le président Zine el-Abidine Ben Ali renouvelle sa confiance en Baccouche et le nomme à nouveau Premier ministre, annonçant la composition de son gouvernement. 

### Premier ministre
| Image | Portefeuille     |  | Nom            | Parti |
| ----- | ---------------- |  | -------------- | ----- |
|       | Premier ministre |  | Hédi Baccouche | RCD   |

### Ministres d’État
| Image | Portefeuille                             |  | Nom         | Parti |
| ----- | ---------------------------------------- |  | ----------- | ----- |
|       | Ministre d'État, ministre de l'Intérieur |  | Habib Ammar | RCD   |

### Ministres
| Image | Portefeuille                                                         |  | Nom                   | Parti       |
| ----- | -------------------------------------------------------------------- |  | --------------------- | ----------- |
|       | Ministre de la Justice                                               |  | Hamed Karoui          | RCD         |
|       | Ministre des Affaires étrangères                                     |  | Abdelhamid Escheikh   | RCD         |
|       | Secrétaire général de la présidence avec rang de ministre            |  | Mohamed Jeri          | RCD         |
|       | Secrétaire général de la Défense nationale avec rang de ministre     |  | Abdallah Kallel       | RCD         |
|       | Gouverneur de la Banque centrale avec rang de ministre               |  | Ismaïl Khelil         | RCD         |
|       | Ministre du Plan                                                     |  | Mohamed Ghannouchi    | RCD         |
|       | Ministre des Finances                                                |  | Nouri Zorgati         | RCD         |
|       | Ministre de l'Industrie et du Commerce                               |  | Moncef Belaïd         | Indépendant |
|       | Ministre de l'Énergie et des Mines                                   |  | Sadok Rabah           | RCD         |
|       | Ministre de l'Équipement et de l'Habitat                             |  | Moncef Mouelhi        | Indépendant |
|       | Ministre des Transports                                              |  | Ahmed Smaoui          | RCD         |
|       | Ministre du Tourisme et de l'Artisanat                               |  | Mohamed Jegham        | RCD         |
|       | Ministre des Affaires culturelles                                    |  | Habib Boularès        | RCD         |
|       | Ministre de l'Éducation nationale                                    |  | Mohamed Hédi Khelil   | RCD         |
|       | Ministre de l'Enseignement supérieur et de la Recherche scientifique |  | Abdessalem Mseddi     | RCD         |
|       | Ministre de la Santé publique                                        |  | Saâdeddine Zmerli     | Indépendant |
|       | Ministre de l'Agriculture                                            |  | Slaheddine Ben Mbarek | RCD         |
|       | Ministre des Communications                                          |  | Brahim Khouaja        | RCD         |
|       | Ministre des Affaires sociales                                       |  | Taoufik Cheikhrouhou  | RCD         |
|       | Ministre de l'Information                                            |  | Abdelmalek Laârif     | RCD         |
|       | Ministre de la Jeunesse et des Sports                                |  | Hamouda Ben Slama     | Indépendant |
|       | Secrétaire général du gouvernement avec rang de ministre             |  | Houcine Cherif        | Indépendant |

### Secrétaires d'État
| Image | Portefeuille                                                                                                   |  | Nom                    | Parti       |
| ----- | --- |  | ---------------------- | ----------- |
|       | Secrétaire d'État à la Sûreté nationale                                                                        |  | Chédli Neffati         | RCD         |
|       | Secrétaire d'État au ministre de l'Intérieur chargé de l'Administration régionale et des Collectivités locales |  | Amor Bejaoui           | RCD         |
|       | Secrétaire d'État auprès du ministre des Affaires étrangères                                                   |  | Habib Ben Yahia        | RCD         |
|       | Secrétaire d'État auprès du ministre de l'Équipement et de l'Habitat chargé de l'Aménagement du territoire     |  | Mohamed Ali Bouleymane | RCD         |
|       | Secrétaire d'État auprès du ministre de la Santé publique                                                      |  | Tahar Azaiez           | RCD         |
|       | Secrétaire d'État auprès du ministre de l'Agriculture                                                          |  | Mohsen Boujbal         | RCD         |
|       | Secrétaire d'État auprès du ministre de l'Agriculture chargé de la Pêche et des Ressources hydrauliques        |  | Ameur Horchani         | Indépendant |
|       | Secrétaire d'État auprès du ministre des Affaires sociales                                                     |  | Souad Lamine Jomni     | Indépendant |

### Remaniements

#### Remaniement du1ernovembre 1988
| Portefeuille            | Nom            |
| ----------------------- | -------------- |
| Ministre de l'Intérieur | Chédli Neffati |

#### Remaniement du 8 novembre 1988
| Portefeuille                                                              | Nom            |
| ------------------------------------------------------------------------- | -------------- |
| Secrétaire d'État auprès du Premier ministre chargé des Affaires du culte | Kacem Bousnina |